# Metadella
Metadella war ein italienisches Volumenmaß im Großherzogtum Toskana. Es war ein sogenanntes Getreidemaß und entsprach etwa dem Schoppen, dem Mässchen, dem Nösel  und der Metze.
Die Maßkette war 
- 1 Quarto = 2 Metadelle = 4 Mezzete = 16 Quartucci
- 1 Metadella = 153,5 Pariser Kubikzoll = 3 1/25 Liter

Weitere Beziehungen waren
- 24 Metadelle = 1 Sacco
- 8 Metadelle = 1 Staja
- 4 Metadelle = 1 Mina